# خوانیتو (بازیکن فوتبال، زاده ۱۹۶۵)
خوانیتو (انگلیسی: Juanito؛ زادهٔ ۱۰ مهٔ ۱۹۶۵) بازیکن فوتبال اهل اسپانیا است.
از باشگاه‌هایی که در آن بازی کرده‌است می‌توان به باشگاه فوتبال اتلتیکو مادرید، باشگاه فوتبال رئال ساراگوسا، باشگاه فوتبال لاس پالماس، و باشگاه فوتبال سویا اشاره کرد.
وی همچنین در تیم ملی فوتبال اسپانیا بازی کرده‌است.